# Guiuan

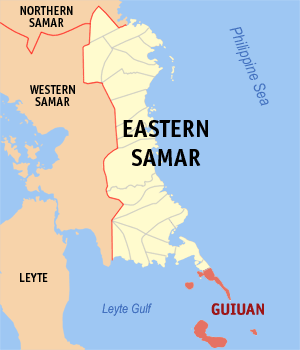
Bản đồ Đông Samar với vị trí của Guiuan

Guiuan là một đô thị hạng 3 ở tỉnh Đông Samar, Philippines. Tại thời điểm năm 2004, dân số là 43.647 người trong 7.618 hộ.

## Các đơn vị hành chính
Guiuan được chia ra 60 barangay.
| - Alingarog - Bagua - Banaag - Banahao - Baras - Barbo - Bitaugan - Bungtod - Bucao - Buenavista - Cagdara-o - Cagusu-an - Camparang - Campoyong - Cantahay - Casuguran - Cogon - Culasi - Poblacion Ward 10 - Poblacion Ward 9-A | - Gahoy - Habag - Hamorawon - Inapulangan - Poblacion Ward 4-A - Lupok - Mayana - Ngolos - Pagbabangnan - Pagnamitan - Poblacion Ward 1 - Poblacion Ward 2 - Poblacion Ward 11 - Poblacion Ward 12 - Poblacion Ward 3 - Poblacion Ward 4 - Poblacion Ward 5 - Poblacion Ward 6 - Poblacion Ward 7 - Poblacion Ward 8 | - Poblacion Ward 9 - Salug - San Antonio - San Jose - San Pedro - Sapao - Sulangan - Suluan - Surok - Taytay - Timala - Trinidad - Victory Island - Canawayon - Dalaragan - Hagna - Hollywood - San Juan - Santo Niño - Tagporo |